# Осипова, Татьяна Семёновна
Татьяна Семёновна Осипова (родилась 15 марта 1949 года, Омск) — бывшая советская диссидентка, программист и правозащитник.

## Биография
В 1960—1970-е гг. работала на заводах Подмосковья. После вторжения советских войск в Чехословакию в августе 1968 г. в знак протеста вышла из ВЛКСМ. В 1972—1978 гг. училась на заочном отделении факультета русского языка и литературы Орехово-Зуевского педагогического института, ушла с последнего курса, не желая сдавать экзамены по общественным наукам. Переехала в Москву, работала в ТАСС, передавала служебную информацию московским диссидентам. В 1977—1980 гг. — оператор ЭВМ в Центральной геофизической экспедиции.
С 1977 г. активно занималась правозащитной деятельностью, стала членом Московской Хельсинкской группы Помимо участия в МХГ, была автором самиздата. Вместе с Виктором Некипеловым написала цикл публицистических статей «Опричнина-78» о преследованиях инакомыслящих, о репрессиях против верующих, а также крымских татар и других переселенных народов.
В 1979 г. вышла замуж за Ивана Ковалёва. Их квартира в 1979—1980 гг. неоднократно подвергалась обыскам.
27 мая 1980 г. Осипова была арестована. Московский городской суд 2 апреля 1981 г. приговорил её по ст. 70 УК РСФСР (антисоветская агитация) к 5 годам заключения и 5 годам ссылки. Срок отбывала в колонии строгого режима в Мордовской АССР. В заключении участвовала в десятках голодовок и забастовок, подвергалась за это наказаниям. В мае 1985 г. против Осиповой было возбуждено дело по ст. 188.3 УК РСФСР («злостное неповиновение требованиям администрации исправительно-трудового учреждения»). По этой статье 21 мая 1985 г. (за 6 дней до окончания срока) она была приговорена ещё к 2 годам заключения. Была освобождена из заключения в сентябре 1986 г. и отправлена в ссылку в Костромскую область, где отбывал ссылку её муж. Из ссылки оба были освобождены по помилованию 16 марта 1987 г.
В апреле 1987 г. Т. Осипова и И. Ковалёв выехали из СССР. Живут в США.

## Награды
- Офицер ордена Креста Витиса (8 января 2003 года, Литва)[1]